# J’ai toujours rêvé d’être un gangster
J’ai toujours rêvé d’être un gangster (deutsch: „Ich habe immer davon geträumt, ein Gangster zu sein“) ist ein französischer Spielfilm von Samuel Benchetrit aus dem Jahr 2007. Die lakonisch-melancholische Krimikomödie in Schwarzweiß besteht aus vier episodenhaften Erzählfäden, die geringfügig ineinander verflochten sind.

## Handlung
Die vier Episoden entwickeln sich in einer, beziehungsweise um eine schlecht besuchte Cafeteria am Rande einer Fernstraße herum. Die Protagonisten sind mittel- und meist auch ahnungslos. Ein im Grunde harmloser Möchtegern-Gangster versucht eine Kellnerin auszurauben, die ihrerseits eigentlich eine bewaffnete Räuberin ist. Zwei Arbeitslose versuchen von einem Reichen Geld zu erpressen, indem sie amateurhaft seine Tochter entführen – sie erweist sich jedoch als selbstmordgefährdet. Zwei einstmals erfolgreiche Sänger, die heute durch die Provinz tingeln, begegnen sich zufällig. Bei einem Kaffee reden sie über Gott und die Welt und versuchen ihren Bedeutungsverlust voreinander zu verbergen. Fünf tattrige Ex-Ganoven im Rentenalter schwelgen in Erinnerungen an ihr altes Versteck, in dem sie einst zusammen Karten spielten. Doch statt des einst mitten im Wald gelegenen Verstecks, finden sie jetzt die Cafeteria vor. Sie liebäugeln mit einem neuen Coup und müssen feststellen, dass an der Stelle, wo die Bank war, die sie überfallen wollten, inzwischen ein Schnellimbiss steht.

## Hintergrund

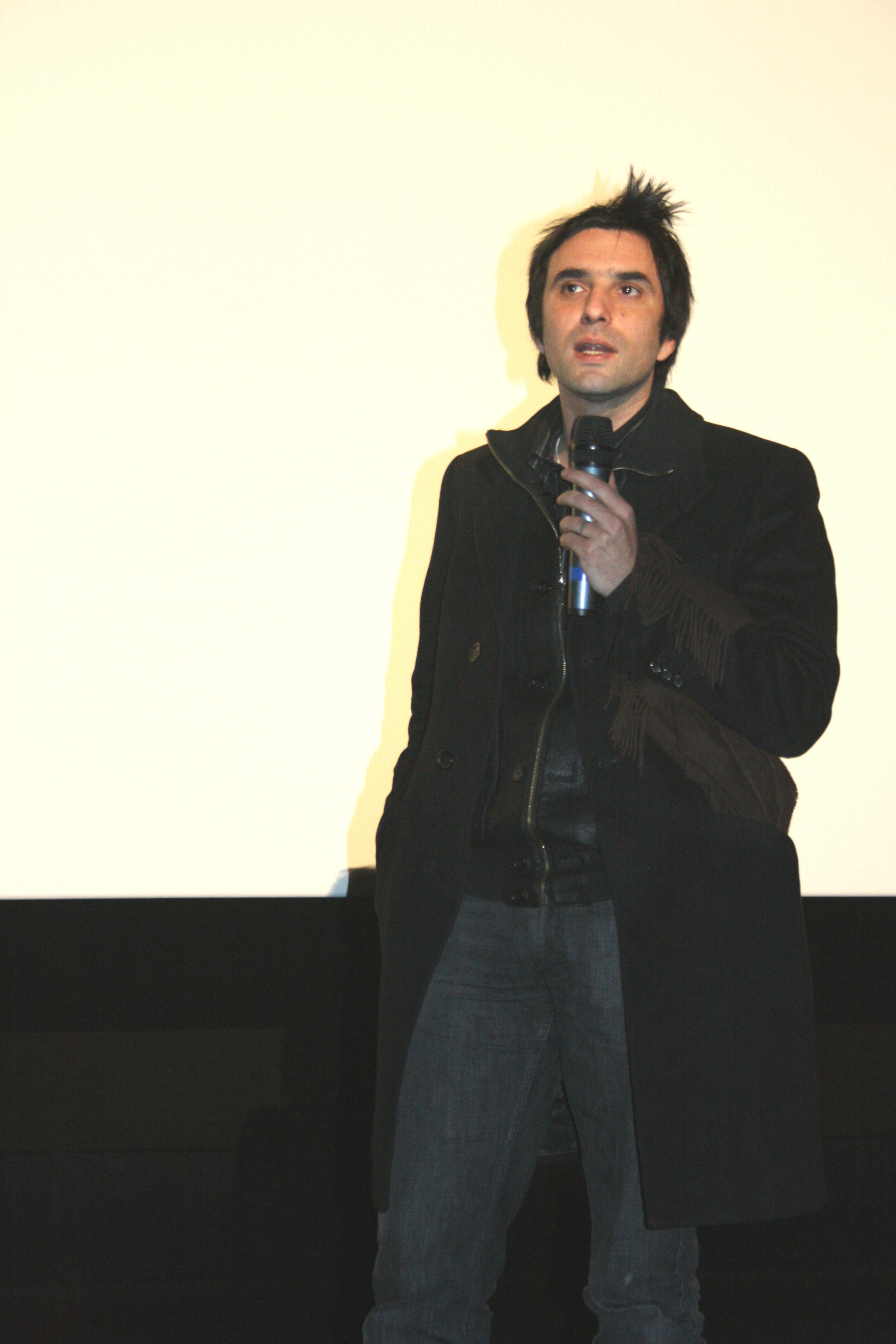
Regisseur Samuel Benchetrit bei der Vorpremiere von J’ai toujours rêvé d’être un gangster im UGC Ciné Cité Bercy in Paris

Regisseur Samuel Benchetrit zeigte seinem Sohn, mit dessen Mutter Marie Trintignant er früher verheiratet war, italienische Komödien aus den sechziger Jahren. Weil der Sohn in Gelächter ausbrach, beschloss Benchetrit einen Film in Anlehnung an das beinahe verschwundene Genre zu drehen. Ihm war bewusst, dass er bei seinem bescheidenen Budget die Schauspieler nicht für drei Monate bekommt, allenfalls für zehn Tage. So kam er auf die Sketchform. Der wegen eines Beinbruchs verhinderte Sergi López wurde durch Édouard Baer ersetzt. Insgesamt kostete die Produktion anderthalb Millionen Euro.

## Kritiken
Zahlreiche Kritiker erkannten unschwer die filmischen Bezüge und Vorbilder: Die Komödien von Chaplin und Monicelli, die Atmosphäre in den Filmen von Kaurismäki und Jarmusch sowie Sujets aus Pulp Fiction (1994).
Für die französische Filmzeitschrift Positif erinnert die Wiedervereinigung der Rentner zu einer Bande einer Komödie von Risi oder Monicelli. Doch Regisseur Benchetrit reiche nicht an seine Vorbilder heran. Die Szenen mit Kellnerin und Räuber seien überspielt und langweilig, nur die kaurismäki’schen Entführer amüsierten, weil Benchetrit seine selbstgefällige Nummer aussetze und die beiden spielen lasse.
In Deutschland kam der Film nicht in die Kinos, 2008 hingegen in der Schweiz. Im Zürcher Tages-Anzeiger schrieb Florian Keller, mit dieser „wunderbar melancholischen Gaunerballade“ habe Benchetrit einen „schönen Coup“ gelandet. Er bezeichnete die Protagonisten als „soziale Verlierer mit der kriminellen Energie einer Sparlampe“, die zu einer „tragikomischen Würde“ fänden. „Zwar fühlt man sich in jeder Szene an grosse Vorbilder erinnert, aber Samuel Benchetrit findet dennoch einen eigenen Ton, der seine Hommage freispricht vom blossen Epigonentum.“
Thomas Binotto von der Neuen Zürcher Zeitung meinte indes: „Eine lakonische Hommage an das Kino der fünfziger Jahre, an Vittorio De Sica und Charles Chaplin. […] Allerdings geht bei der Fingerübung vergessen, dass De Sica und Chaplin auch Perfektionisten waren, die für ihre leichthändige Tragikomik hart geschuftet haben.“ Für sich allein ein „ungeteiltes Vergnügen“, ergäben die vier Episoden zusammen keine Grundlage für einen Film von zwei Stunden, weil sie sich tonal zu ähnlich, damit zu einförmig seien.
Der film-dienst-Rezensent Stefan Volk deutete die absichtlichen Achsensprünge und unüblichen Schnitte als Methode, um „das Gefühl eines rebellischen, ‚schmutzigen‘ Kinos zu vermitteln.“ Die Anleihen bei Tarantino seien begrenzt durch das Fehlen von Schießereien, Psychopathen und Folter. „Das Gangsterleben, scheint der Film sagen zu wollen, ist eben immer nur da heroisch, wo es nicht stattfindet.“ Ausdrücklich sei das kein „Pulp Fiction-Aufguss“, weil er über dessen Trivialkultur-Bezüge hinausgehe und die Gangsterträume der Wirklichkeit gegenüberstelle.

## Auszeichnungen
Sundance Film Festival 2008:
- Preis für das beste Drehbuch (Samuel Benchetrit)
- nominiert als bester Film